# Ambongo
Ambongo is een plaats en commune in het zuiden van Madagaskar, behorend tot het district Vangaindrano, dat gelegen is in de regio Atsimo-Atsinanana. Tijdens een volkstelling in 2001 telde de plaats 18.100 inwoners.
De plaats biedt enkel lager onderwijs aan. 99 % van de bevolking werkt als landbouwer, 0,8 % houdt zich bezig met veeteelt en 0,1 % verdient zijn brood als visser. De belangrijkste landbouwproducten zijn koffie en rijst; ander belangrijk product is maniok. Verder is 0,1 % actief in de dienstensector.